# Antal Bolvári

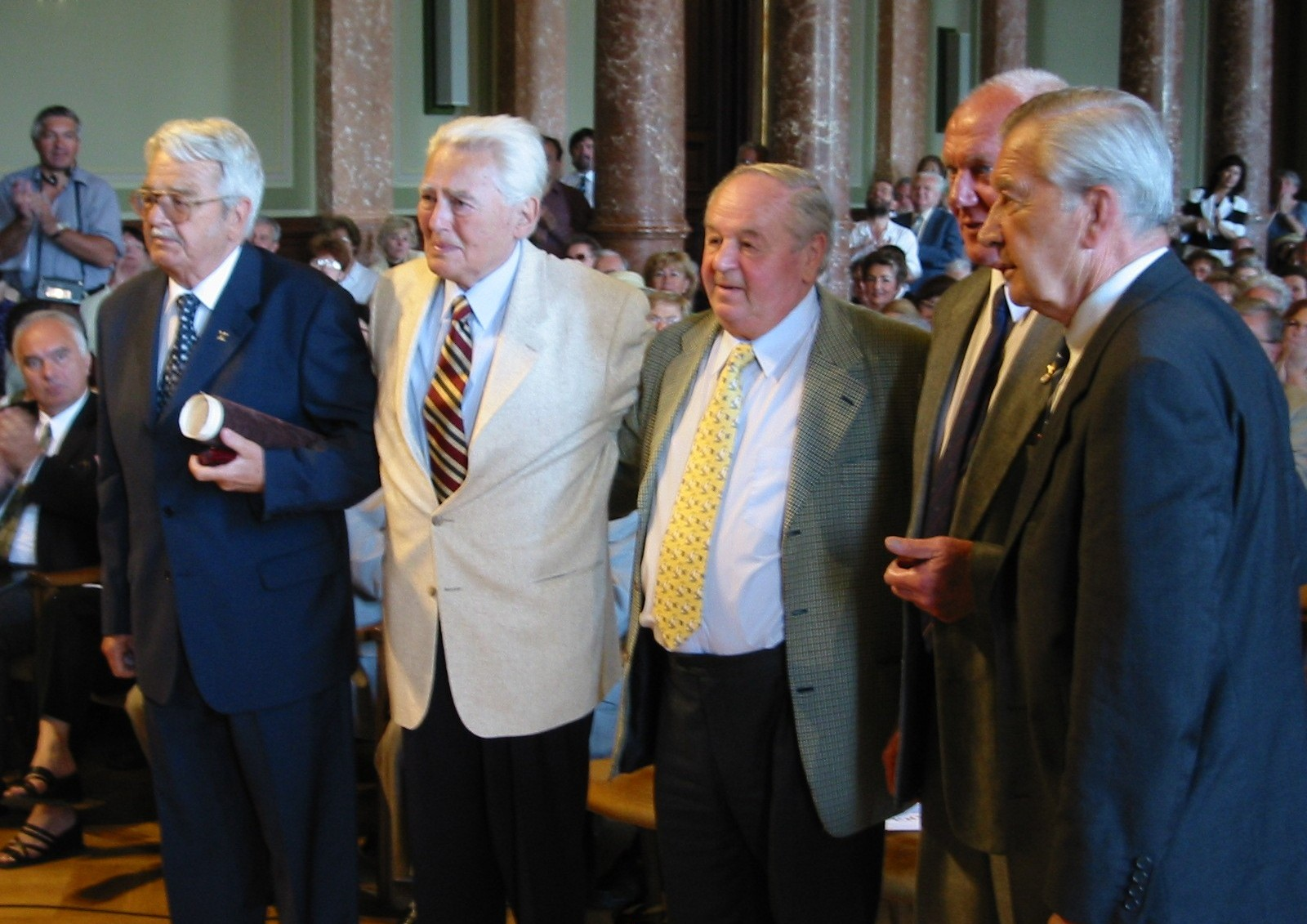
Fünf Olympiasieger von 1956 im Jahr 2004 (von links nach rechts): Jeney, Markovits, Kárpáti, Bolvári und Gyarmati

Antal Bolvári (* 6. Mai 1932 in Budapest; † 8. Januar 2019) war ein ungarischer Wasserballspieler.
Antal Bolvári bestritt 44 Länderspiele für Ungarn. Er wurde mit der ungarischen Wasserball-Nationalmannschaft 1952 und 1956 Olympiasieger. 1954 wurde Bolvári mit der ungarischen Mannschaft Europameister.
Nachdem 1956 der Ungarische Volksaufstand blutig niedergeschlagen worden war, gehörte Bolvári zu den sechs Spielern, die nach den Olympischen Spielen 1956 nicht unmittelbar nach Ungarn zurückkehrten. Antal Bolvári kehrte erst 1961 nach Ungarn zurück. 1965 und 1968 wurde Bolvári ungarischer Meister.